# Anna Danilina
Anna Sergeyevna Danilina (em russo:  Анна Сергеевна Данилина; Moscou, 20 de agosto de 1995) é uma tenista cazaque nascida na Rússia. Entrou entre as 25 primeiras no ranking da WTA de duplas em janeiro de 2022, logo após sua primeira final de um Grand Slam de tênis no Aberto da Austrália, desde então chegando ao 20° lugar no mês seguinte e o 13° em outubro ao se classificar para sua primeira final de WTA 1000 no Aberto de Guadalajara. Também foi 269ª em simples em setembro de 2020, e na época do juvenil chegou a terceira do mundo. Danilina venceu nove torneios de duplas da WTA, bem como um de simples e 31 de duplas do circuito feminino da ITF. Ela é campeã de duplas mistas de Grand Slam, tendo vencido o Aberto dos Estados Unidos em 2023 junto com Harri Heliövaara.
Apesar de suas realizações para o tênis feminino do Cazaquistão serem consideráveis, Danilina é russa. Ela representou o país natal até dezembro de 2011, quando mudou de bandeira no esporte.

## Carreira júnior

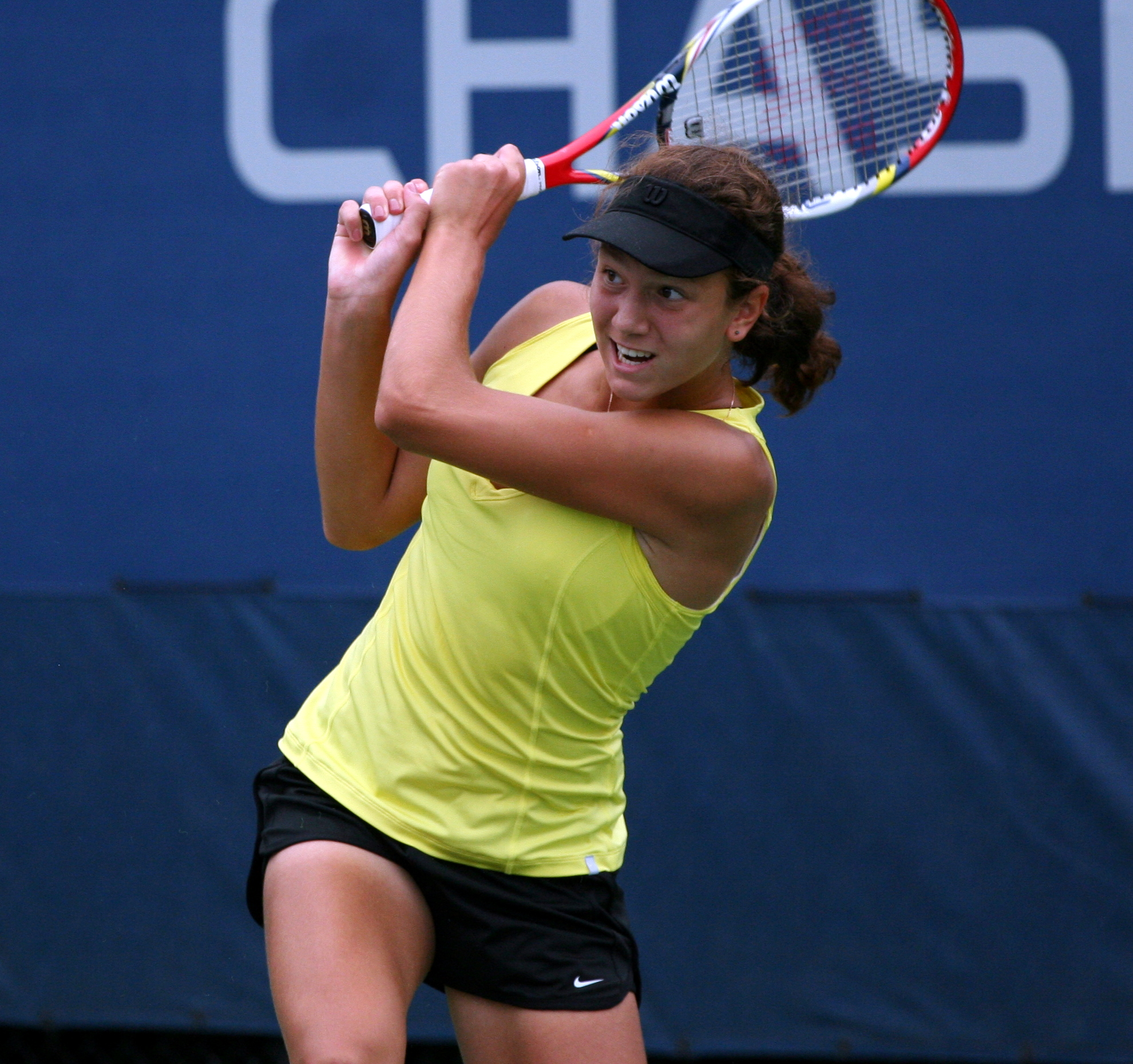
Danilina no US Open de 2012.

### Em Grand Slams
Simples:
- Australian Open: 3R (2013)
- French Open: 2R (2012, 2013)
- Wimbledon: 2R (2012)
- US Open: QF (2012)

Duplas:
- Australian Open: SF (2013)
- French Open: QF (2012)
- Wimbledon: QF (2012)
- US Open: SF (2012)

## Tênis universitário
Com o início da carreira profissional prejudicado por lesões, em 2015 Danilina decidiu cursar uma universidade americana para poder estudar e jogar tênis universitário. Danilina foi para a Universidade da Flórida, graduando-se em 2018 em Economia. Como parte da equipe feminina de tênis Florida Gators, ela venceu o Campeonato de Tênis da Divisão I da NCAA de 2017.

## Carreira profissional

### 2018
Em parceria com Berfu Cengiz, Danilina ganhou seu primeiro torneio de US$ 80.000 em julho de 2018 na President's Cup, derrotando Akgul Amanmuradova e Ekaterine Gorgodze [en] na final.

### 2021
No Aberto da Polônia realizado em Gdynia, Danilina chegou à final e conquistou seu primeiro título de duplas WTA, em parceria com Lidziya Marozava [en]. Como resultado, ela fez sua estreia no top 100 em duplas no número 96 do mundo, em 26 de julho de 2021. Depois disso, ela fez sua estreia em torneios Grand Slam no US Open, ao lado de Yaroslava Shvedova.

### 2022
Danilina estava jogando um torneio da ITF em Monastir, Tunísia, quando Beatriz Haddad Maia a convidou para ser sua parceira no Australian Open de 2022, após uma lesão de Nadia Podoroska. A equipe provou funcionar ao vencer o evento de aquecimento Sydney International. No nível Major, Danilina se tornou a primeira mulher cazaque a chegar à final do Australian Open depois de derrotar as cabeças de chave Shuko Aoyama e Ena Shibahara na semifinal. Danilina e Haddad Maia venceram o primeiro set contra Barbora Krejcíková e Katerina Siniaková, mas após uma recuperação da dupla tcheca, perderam a final. No entanto, com esta atuação, Danilina estreou entre as 25 primeiras no ranking de duplas WTA e, em 28 de fevereiro de 2022, alcançou o top 20. Danilina e Haddad apareceram na maioria dos torneios importantes depois, mas não foram além da segunda rodada, inclusive no Aberto da França. Nesse meio tempo, ela ainda conseguiu dois títulos da ITF, um em Biarritz em parceria com Valeriya Strakhova [en] e outro em Madrid [en], com Anastasia Tikhonova [en]. Ela decidiu não participar de Wimbledon uma vez que a organização do torneio retirou seus pontos no ranking por banir russos e bielorrussos. Posteriormente, ela venceu o Aberto da Polônia pela segunda vez ao lado de Anna-Lena Friedsam, e chegou à final do Aberto de Cleveland com Aleksandra Krunic, ao mesmo tempo em que chegou às quartas de final de Cincinnati e do US Open ao lado de Haddad.
No WTA 1000 de Guadajalara, Danilina e Haddad Maia chegaram à final na revanche contra Krejcíková e Siniaková. Com isso, ela se tornou a primeira mulher cazaque desde Yaroslava Shvedova em 2016 a se classificar para o WTA Finals. Graças a este resultado, ela também entrou no top 15 do mundo em duplas pela primeira vez.

### 2023

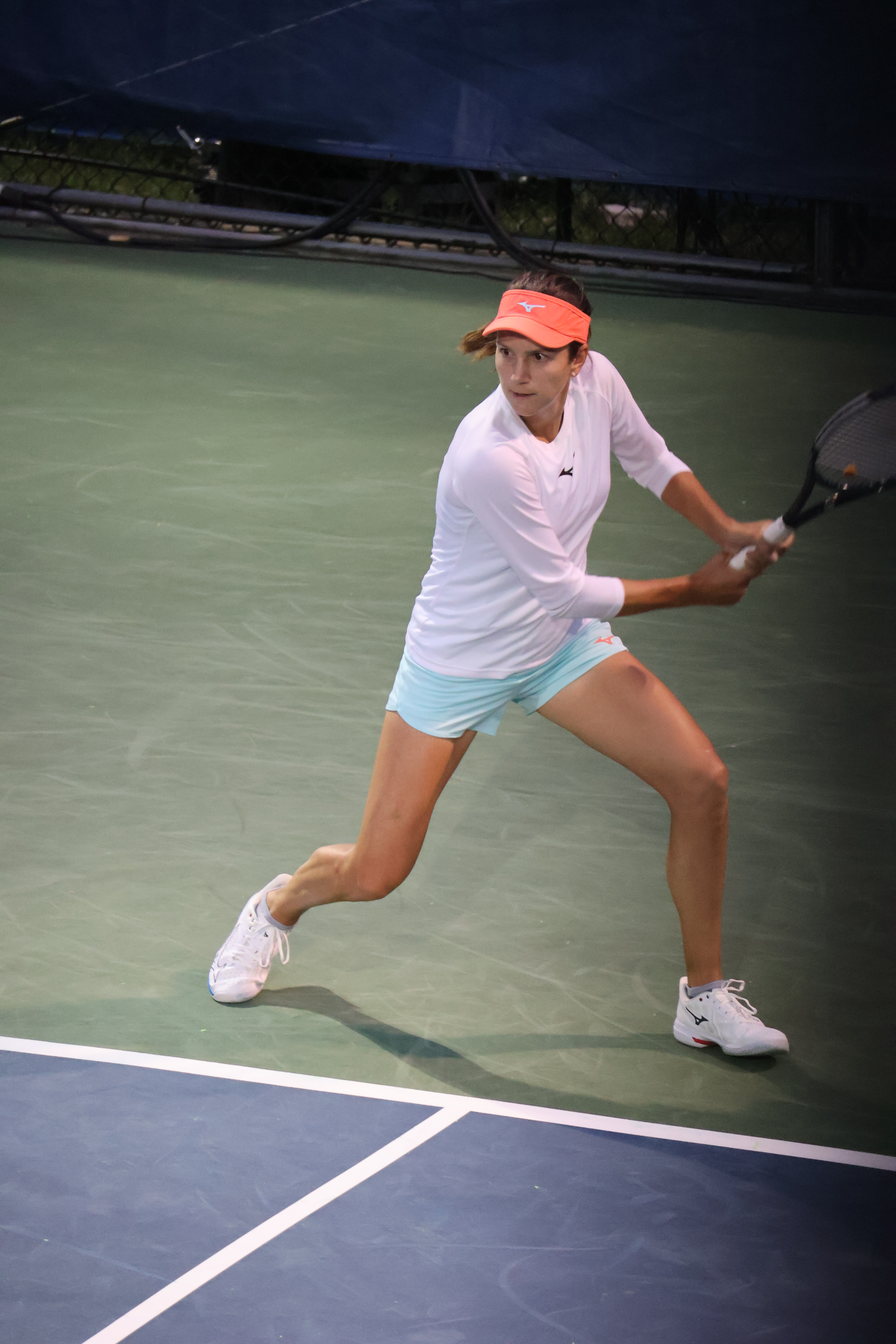
Danilina no Washington DC Open, 2023.

Ela alcançou o top 10 em duplas em 9 de janeiro de 2023, antes do Australian Open.
Anna fez sua estreia em Wimbledon com a  chinesa Xu Yifan e em duplas mistas com o  francês Nicolas Mahut como dupla alternate. No Aberto dos Estados Unidos ela venceu as duplas mistas com o finlandês Harri Heliövaara. Eles nunca se conheceram antes do torneio, mas formaram dupla na fila de inscrição que acabaria vencendo o torneio em Flushing Meadows.

### 2024
Anna começou o ano participando do ASB Classic no qual chegou à final de duplas com sua parceira Viktória Hrunčáková [en]. Apesar de  cabeças de chave N° 2 elas venceram a dupla cabeça de chave N° 1 Marie Bouzková / Bethanie Mattek-Sands em jogo equilibrado de três sets, ficando com o título.
Seu próximo destaque, já na temporada de saibro, foi no Parma Ladies Open, no qual, com  a parceira Irina Khromacheva, chegou à final e venceram a partida contra Elixane Lechemia [en] e Ingrid Martins em contundentes sets diretos, ficando com o título.

## Finais de Grand Slam

### Duplas femininas
| Status | Ano  | Torneio         | Piso | Parceira            | Oponentes                             | Placar             |
| ------ | ---- | --------------- | ---- | ------------------- | ------------------------------------- | ------------------ |
| Perdeu | 2022 | Australian Open | Duro | Beatriz Haddad Maia | Barbora Krejcíková Katerina Siniaková | 7–6(7–3), 4–6, 4–6 |

## Finais WTA

### Duplas: 14 (9 títulos, 5 vices)
| Status | Ano       | Torneio                          | Nível    | Piso   | Parceira            | Oponentes                               | Placar                     |
| ------ | --------- | -------------------------------- | -------- | ------ | ------------------- | --------------------------------------- | -------------------------- |
| Venceu | Jul 2021  | Poland Open, Polônia             | WTA 250  | Saibro | Lidziya Marozava    | Kateryna Bondarenko Katarzyna Piter     | 6–3, 6–2                   |
| Venceu | Jan 2022  | Sydney International, Austrália  | WTA 500  | Duro   | Beatriz Haddad Maia | Vivian Heisen Panna Udvardy             | 4–6, 7–5, [10–8]           |
| Venceu | Jul 2022  | Poland Open, Polônia             | WTA 250  | Saibro | Anna-Lena Friedsam  | Katarzyna Kawa Alicja Rosolska          | 6–4, 5–7, [10–5]           |
| Perdeu | Ago 2022  | Tennis in the Land, EUA          | WTA 250  | Duro   | Aleksandra Krunic   | Nicole Melichar-Martinez Ellen Perez    | 5–7, 3–6                   |
| Perdeu | Out 2022  | GDL Open, México                 | WTA 1000 | Duro   | Beatriz Haddad Maia | Storm Sanders Luisa Stefani             | 6–7(4–7), 7–6(7–2), [8–10] |
| Venceu | Jul 2023  | Hamburg European Open, Alemanha  | WTA 250  | Saibro | Alexandra Panova    | Miriam Kolodziejová Angela Kulikov      | 6–4, 6–2                   |
| Venceu | Jan 2024  | Auckland Classic, Nova Zelândia  | WTA 250  | Duro   | Viktória Hrunčáková | Marie Bouzková Bethanie Mattek-Sands    | 6–3, 6–7(5–7), [10–8]      |
| Perdeu | Maio 2024 | Rabat Grand Prix, Marrocos       | WTA 250  | Saibro | Xu Yifan            | Irina Khromacheva · Yana Sizikova       | 3–6, 2–6                   |
| Perdeu | Jul 2024  | Budapest Grand Prix, Hungria     | WTA 250  | Saibro | Irina Khromacheva   | Fanny Stollár Katarzyna Piter           | 3–6, 6–3, [3–10]           |
| Venceu | Jul 2024  | Iași Open, România               | WTA 250  | Saibro | Irina Khromacheva   | Alexandra Panova · Yana Sizikova        | 6–4, 6–2                   |
| Venceu | Set 2024  | Guadalajara Open, México         | WTA 500  | Duro   | Irina Khromacheva   | Oksana Kalashnikova · Kamilla Rakhimova | 2–6, 7–5, [10–7]           |
| Venceu | Set 2024  | Hua Hin Championships, Tailândia | WTA 500  | Duro   | Irina Khromacheva   | Eudice Chong Moyuka Uchijima            | 6–4, 7–5                   |
| Venceu | Out 2024  | Wuhan Open, China                | WTA 1000 | Duro   | Irina Khromacheva   | Asia Muhammad Jessica Pegula            | 6–3, 7–6(8–6)              |

## Torneios ITF

### Simples: 6 (1 título, 5 vices)
| Status | V-D | Ano       | Torneio                          | Premiação | Piso   | Oponente         | Placar           |
| ------ | --- | --------- | -------------------------------- | --------- | ------ | ---------------- | ---------------- |
| Venceu | 1–0 | Abr 2012  | ITF Wiesbaden, Alemanha          | 10,000    | Saibro | Laura Siegemund  | 7–6(2), 7–6(4)   |
| Perdeu | 1–1 | Set 2012  | ITF Shymkent, Cazaquistão        | 25,000    | Duro   | Kateryna Kozlova | 3–6, 6–4, 4–6    |
| Perdeu | 1–2 | Set 2018  | ITF Almaty, Cazaquistão          | 25,000    | Saibro | Yuliya Hatouka   | 4–6, 7–6(1), 2–6 |
| Perdeu | 1–3 | Maio 2019 | ITF Caserta, Itália              | 25,000    | Saibro | Varvara Gracheva | 3–6, 5–7         |
| Perdeu | 1–4 | Ago 2019  | ITF Sezze, Itália                | 25,000    | Saibro | Stefania Rubini  | 4–6, 1–6         |
| Perdeu | 1–5 | Set 2021  | ITF Saint-Palais-sur-Mer, França | 25,000    | Saibro | Amandine Hesse   | 3–6, 4–6         |

### Duplas: 38 (27 títulos, 11 vices)
| Status | V-D   | Ano       | Torneio                                  | Premiação | Piso     | Parceira            | Oponentes                                 | Placar                |
| ------ | ----- | --------- | ---------------------------------------- | --------- | -------- | ------------------- | ----------------------------------------- | --------------------- |
| Venceu | 1–0   | Out 2011  | ITF Almaty, Cazaquistão                  | 10,000    | Duro     | Kamila Kerimbayeva  | Nikola Franková Zalina Khairudinova       | 6–3, 6–1              |
| Venceu | 2–0   | Jun 2013  | ITF Kristinehamn, Suécia                 | 25,000    | Saibro   | Olga Doroshina      | Julia Cohen Alizé Lim                     | 7–5, 6–3              |
| Perdeu | 2–1   | Nov 2013  | ITF Minsk, Belarus                       | 25,000    | Duro     | Olga Doroshina      | Ilona Kremen Aliaksandra Sasnovich        | 6–7(3), 0–6           |
| Venceu | 3–1   | Mar 2014  | ITF Astana, Cazaquistão                  | 10,000    | Duro     | Olga Doroshina      | Alexandra Grinchishina Kateryna Sliusar   | 6–3, 7–6(4)           |
| Venceu | 4–1   | Maio 2014 | ITF Moscou, Rússia                       | 25,000    | Vitória  | Xenia Knoll         | Ekaterina Bychkova Evgeniya Rodina        | 6–3, 6–2              |
| Perdeu | 4–2   | Jun 2014  | ITF Ystad, Suécia                        | 25,000    | Saibro   | Xenia Knoll         | Nastja Kolar Yvonne Neuwirth              | 6–7(3), 6–3, [6–10]   |
| Venceu | 5–2   | Set 2014  | ITF Moscou, Rússia                       | 25,000    | Saibro   | Xenia Knoll         | Valentyna Ivakhnenko Yuliya Kalabina      | 6–1, 4–6, [10–6]      |
| Venceu | 6–2   | Jun 2018  | ITF Naples, EUA                          | 25,000    | Saibro   | Genevieve Lorbergs  | Rasheeda McAdoo Katerina Stewart          | 6–3, 1–6, [11–9]      |
| Perdeu | 6–3   | Jun 2018  | ITF Båstad, Suécia                       | 25,000    | Saibro   | Karin Kennel        | Chen Pei-hsuan Wu Fang-hsien              | 5–7, 6–1, [5–10]      |
| Venceu | 7–3   | Jul 2018  | ITF Nur-Sultan, Cazaquistão              | 80,000    | Duro     | Berfu Cengiz        | Akgul Amanmuradova Ekaterine Gorgodze     | 3–6, 6–3, [10–7]      |
| Perdeu | 7–4   | Ago 2018  | ITF Woking, Reino Unido                  | 25,000    | Saibro   | Emily Arbuthnott    | Dalma Gálfi Valentini Grammatikopoulou    | 0–6, 6–4, [9–11]      |
| Venceu | 8–4   | Out 2018  | ITF Florence, EUA                        | 25,000    | Duro     | Ulrikke Eikeri      | Tara Moore Conny Perrin                   | 6–7(9), 6–2, [10–8]   |
| Perdeu | 8–5   | Out 2018  | ITF Macon, EUA                           | 80,000    | Duro     | Ingrid Neel         | Caty McNally Jessica Pegula               | 1–6, 7–5, [9–11]      |
| Perdeu | 8–6   | Nov 2018  | ITF Lawrence, EUA                        | 25,000    | Duro     | Ksenia Laskutova    | Vladica Babic Ena Shibahara               | 4–6, 2–6              |
| Venceu | 9–6   | Jun 2019  | ITF Grado, Itália                        | 25,000    | Saibro   | Réka Luca Jani      | Akgul Amanmuradova Cristina Dinu          | 6–2, 6–3              |
| Venceu | 10–6  | Jun 2019  | ITF Ystad, Suécia                        | 25,000    | Saibro   | Emily Arbuthnott    | Lina Gjorcheska Anastasiya Komardina      | 3–6, 6–2, [10–4]      |
| Perdeu | 10–7  | Jul 2019  | ITF Contrexéville, França                | 100,000   | Saibro   | Eva Wacanno         | Georgina García Pérez Oksana Kalashnikova | 3–6, 3–6              |
| Venceu | 11–7  | Ago 2019  | ITF Sezze, Itália                        | 25,000    | Saibro   | Ekaterina Yashina   | Nuria Brancaccio Federica Sacco           | 7–5, 6–4              |
| Perdeu | 11–8  | Ago 2019  | ITF Leipzig, Alemanha                    | 25,000    | Saibro   | Vivian Heisen       | Petra Krejsová Jesika Malecková           | 6–4, 3–6, [6–10]      |
| Perdeu | 11–9  | Set 2019  | ITF Caldas da Rainha, Portugal           | 60,000    | Duro     | Vivian Heisen       | Jessika Ponchet Isabella Shinikova        | 1–6, 3–6              |
| Venceu | 12–9  | Out 2019  | ITF Charleston, EUA                      | 60,000    | Saibro   | Ingrid Neel         | Vladica Babic Caitlin Whoriskey           | 6–1, 6–1              |
| Venceu | 13–9  | Out 2019  | ITF Hilton Head, EUA                     | 25,000    | Saibro   | Ingrid Neel         | Katharine Fahey Elizabeth Halbauer        | 6–3, 6–2              |
| Venceu | 14–9  | Out 2019  | ITF Waco, EUA                            | 25,000    | Saibro   | Vladica Babic       | Savannah Broadus Vanessa Ong              | 6–3, 6–2              |
| Perdeu | 14–10 | Nov 2019  | ITF Asunción, Paraguai                   | 60,000    | Saibro   | Conny Perrin        | Andrea Gámiz Georgina García Pérez        | 4–6, 6–3, [3–10]      |
| Perdeu | 14–11 | Nov 2019  | ITF Colina, Chile                        | 60,000    | Saibro   | Conny Perrin        | Hayley Carter Luisa Stefani               | 7–5, 3–6, [6–10]      |
| Venceu | 15–11 | Abr 2021  | ITF Bellinzona, Suíça                    | 60,000    | Saibro   | Ekaterine Gorgodze  | Rebecca Marino Yuki Naito                 | 7–5, 6–3              |
| Venceu | 16–11 | Maio 2021 | ITF Charlottesville, EUA                 | 60,000    | Saibro   | Arina Rodionova     | Erin Routliffe Aldila Sutjiadi            | 6–1, 6–3              |
| Venceu | 17–11 | Jun 2021  | ITF Denain, França                       | 25,000    | Saibro   | Valeriya Strakhova  | Dalma Gálfi Paula Ormaechea               | 7–5, 3–6, [10–4]      |
| Venceu | 18–11 | Jul 2021  | ITF Contrexéville, France                | 100,000   | Saibro   | Ulrikke Eikeri      | Dalma Gálfi Kimberley Zimmermann          | 6–0, 1–6, [10–4]      |
| Venceu | 19–11 | Ago 2021  | ITF Versmold, Germany                    | 60,000    | Saibro   | Valeriya Strakhova  | Mirjam Björklund Jaimee Fourlis           | 4–6, 7–5, [10–4]      |
| Venceu | 20–11 | Set 2021  | ITF Saint-Palais-sur-Mer, France         | 25,000    | Saibro   | Valeriya Strakhova  | Audrey Albié Léolia Jeanjean              | 6–7(7), 6–2, [10–4]   |
| Venceu | 21–11 | Nov 2021  | ITF Dubai, EAU                           | 100,000+H | Duro     | Viktória Kužmová    | Angelina Gabueva Anastasia Zakharova      | 4–6, 6–3, [10–2]      |
| Venceu | 22–11 | Jun 2022  | ITF Biarritz, França                     | 60,000    | Saibro   | Valeriya Strakhova  | María Carlé Maria Timofeeva               | 2–6, 6–3, [14–12]     |
| Venceu | 23–11 | Jun 2022  | ITF Madri, Espanha                       | 60,000    | Duro     | Anastasia Tikhonova | Lu Jiajing You Xiaodi                     | 6–4, 6–2              |
| Venceu | 24–11 | Jul 2022  | ITF Versmold, Alemanha                   | 100,000   | Saibro   | Arianne Hartono     | Ankita Raina Rosalie van der Hoek         | 6–7(4–7), 6–4, [10–6] |
| Venceu | 25–11 | Ago 2022  | ITF Landisville, EUA                     | 100,000   | Duro     | Sophie Chang        | Han Na-lae Jang Su-jeong                  | 2–6, 7–6(7–4), [11–9] |
| Venceu | 26–11 | Set 2022  | ITF Jablonec nad Nisou, República Tcheca | 25,000    | Saibro   | Valeriya Strakhova  | Lena Papadakis Anna Sisková               | 7–5, 6–1              |
| Venceu | 27–11 | Mar 2023  | ITF Astana, Casaquistão                  | 40,000    | Duro (i) | Iryna Shymanovich   | Han Na-lae Jang Su-jeong                  | 6–4, 6–7(8), [10–7]   |

## Ligacoes externas
- Anna Danilina no Instagram